# Johann Matthias Gesterding
Johann Matthias Gesterding (* 7. Juli 1691 in Stralsund; † 13. Juni 1763 in Greifswald) war ein deutscher Jurist und Bürgermeister von Greifswald.

## Leben
Johann Matthias Gesterding war ein Sohn des Hofgerichtsadvokaten und Notars Johann Gesterding († 1693), der aus der Gegend um Braunschweig nach Stralsund gekommen war. Er besuchte fünf Jahre lang das Gymnasium in Stralsund, dann wurde er wegen seiner schwachen Gesundheit zu seinem Onkel mütterlicherseits, dem Pastor Wendt, nach Kemnitz gegeben, der ihn von da an unterrichtete. 1712 wurde er an der Universität Greifswald immatrikuliert. Als der Lehrbetrieb an der Hochschule wegen des Großen Nordischen Krieges zum Erliegen kam, kehrte Gesterding nach Kemnitz zurück. Pastor Wendt unterrichtete ihn in Philosophie und Theologie. Gesterding folgte jedoch dem Rat seines Onkels väterlicherseits, des Stralsunder Juristen Heinrich Gesterding, und ging wieder an die Universität, um bei Philipp Balthasar Gerdes Rechtswissenschaften zu studieren. Dieser unterstützte ihn, als der Pastor Wendt kurze Zeit später starb.
Am 20. Dezember 1718 wurde Johann Matthias Gesterding in Greifswald zum Doktor beider Rechte promoviert. 1719 war Advokat, 1720 Ratsherr und Ratssekretär. 1738 wurde er Bürgermeister von Greifswald. 1744 wurde er zum königlich-schwedischen Landrat und 1745 zum Kurator der Universität ernannt.
Sein Sohn Christoph Gottfried Nicolaus Gesterding (1740–1802) war praktizierender Jurist und Historiker.